# 弗兰克·迪穆兰
弗兰克·迪穆兰（法語：Franck Dumoulin，1973年3月13日—），生于德南，法国男子射击运动员。

## 生平
在悉尼奥运会中，迪穆兰在10米气手枪项目中以590环平奥运纪录的成绩晋级决赛，最终夺得金牌。

## 最好成绩
- 10米气手枪: 591/600 (1998年, 法国纪录)
- 50米自选手枪: 577/600 (1998年, 法国纪录)